# Lődös
Lődös (németül: Litzelsdorf, horvátul: Licištrof) mezőváros Ausztriában Burgenland tartományban a Felsőőri járásban.

## Fekvése
Felsőőrtől 10 km-re délre a Strém-patak partján fekszik.

## Története
A régészeti leletek tanúsága szerint területén már a kőkorszakban is éltek emberek. Határában többek között kőeszközöket, cserépmaradványokat tártak fel. A római korból számos halomsírt is találtak. A városháza falában egy római családi sírkő van befalazva.
A település elődje feltehetően egy határőrfalu volt. A Burgstall-Anger nevű lápos területen egy ismeretlen korú, árokkal és sánccal körülvett csonkakúp alakú kiemelkedés, valószínűleg kora középkori földvár maradványai láthatók. A vár talán a magyar gyepűvédelmi rendszer része lehetett. A mai település első írásos említése 1333-ban a vasvári káptalan oklevelében történt „Ludus” alakban. Ekkor a vörösvári uradalomhoz tartozott, lakói jobbágyok voltak. 1352-ben "Leedesfolua", 1434-ben "Lewdes", 1496-ban "Ledews" néven szerepel a korabeli forrásokban.
A 17. század elején Lődös a környék gazdasági központja lett, melynek következtében 1676-ban vásártartási jogot kapott. 1757-ben kápolna épült a központban, majd 1823-ban felépült a késő barokk plébániatemplom is. A 20. század elején sok lakója vándorolt ki a tengerentúlra.
Vályi András szerint " LÖDÖS. Lieczerszdorf. Német falu Vas Várm. földes Ura G. Erdődi Uraság, lakosai katolikusok, fekszik Vörösvárhoz egy mértföldnyire, határja középszerű. " 
Fényes Elek szerint " Lődős, Liczelsdorf, német mezőváros, Vas vármegyében, Közel Stájerországhoz, 1045 kath. lak. Kath. paroch. szentegyház. Szántóföldjei nehéz mivelésüek. Szőlőhegye nem igen termékeny, és savanyu bort ad. F. u. gr. Erdődy György."
Vas vármegye monográfiája szerint " Lödös, nagy falu, 260 házzal és 1729 magyar és németajkú lakossal. Postája helyben van, távírója Felső-Eör. A község a Strém patak mellett fekszik. Lakossága igen intelligens és szorgalmas; 1826-ban már magyar iskolája volt. Birtokosok az Erdődyek."
1910-ben 1888 lakosából 1873 német, 12 magyar, 3 horvát volt. A trianoni békeszerződésig Vas vármegye Felsőőri járásához tartozott. 1921-ben Ausztria Burgenland tartományának része lett. A második világháború súlyos áldozatokat követelt a településtől, a harcoknak a helyiek közül 180-an estek áldozatul. 2001-ben 1151 lakosa volt, ebből 1131 német, 8 magyar, 6 horvát, 6 egyéb nemzetiségű.

## Nevezetességei
- Szent Lénárt tiszteletére szentelt római katolikus temploma 1823-ban épült késő barokk stílusban. Főoltárképe a 18. század végén készült, értékesek még a 18. századi stáció képei is.
- Patrizius-kápolna és a pestisoszlop 1757-ben épült.
- 2. századi római sírkő a városháza falában.
- Határában a “Burgstall Anger” nevű lápos területen árokkal és sánccal körülvett csonka kúp alakú kiemelkedés található, mely feltehetően egy középkori vár volt. Története, sorsa ismeretlen.

## Külső hivatkozások
- Hivatalos oldal
- Lődös a dél-burgenlandi települések honlapján
- Lődös az Osztrák Statisztikai Hivatal honlapján
- Magyar katolikus lexikon
- Lődös a magyar várak honlapján